# Indigastrum candidissimum
Indigastrum candidissimum là một loài thực vật có hoa trong họ Đậu. Loài này được (Dinter) Schrire mô tả khoa học đầu tiên.